# Divči
Divči este o localitate din comuna Komen, Slovenia, cu o populație de 36 de locuitori.